# Unia Narodowa (Izrael)
Unia Narodowa (hebr. האיחוד הלאומי, Ha-Ichud Ha-Leumi) również jako Unia Narodowa-Tkuma – izraelskie skrajnie prawicowe ugrupowanie polityczne powstałe z połączenia trzech partii: Moledet (Ojczyzna), Tekuma (Odrodzenie) i Herut – Ruch Narodowy. W 2021 roku partia zaczęła posługiwać się nazwą Religijny Syjonizm lub Partia Religijnego Syjonizmu.
Od 2003 roku występowała na wspólnych listach z partią Tekuma. W 2005 roku wspólną listę z Unią tworzył Nasz Dom Izrael (Jisra’el Betenu) pod przywództwem Awigdora Liebermana. W latach 2013–2019 tworzyła koalicje wyborcze z Żydowskim Domem.

## Powstanie partii
Unia Narodowa została utworzona w 1999 roku, przed wyborami, które odbyły się w tymże roku. Była sojuszem partii Moledet, Tekuma i Herut – Ruch Narodowy. Za powód powstania partii uważa się sprzeciw wielu środowisk prawicowych wobec Protokołu z Hebronu (1997) i Memorandum z Wye River (1998), które podpisał Binjamin Netanjahu. Zostało to uznane za zbyt poważne ustępstwa wobec Palestyńczyków. Miał być to też protest Ze’ewa Begina przeciw rozbijaniu integralności Ziemi Izraela przez Likud. Był on zdania, że Izrael nie powinien podpisywać żadnych porozumień z Arafatem i OWP.

## Frakcje wewnątrz partii
Unia Narodowa na początku składała się z trzech różnych środowisk politycznych, które uważane były za radykalnie prawicowe:
- Moledet zajmuje się głównie kwestiami transferu i ogólnymi sprawami bezpieczeństwa narodowego. Partia te składa się po połowie z Żydów ortodoksyjnych i nieortodoksyjnych, a część jej zwolenników sympatyzuje również z Narodową Partią Religijną.
- Tekuma reprezentuje głównie interesy osadnicze i narodowo-religijne. W dyskursie używa argumentów związanych z integralnością Ziemi Izraela, religią i Torą.
- Herut – Ruch Narodowy składał się z byłych polityków Herutu, przeciwników Netanjahu z Likudu (np. Icchak Szamir) i osób opowiadających się za pełną suwerennością Żydów nad Ziemią Izraela oraz przeciwnych porozumieniom pokojowym z Palestyńczykami.

## Historia

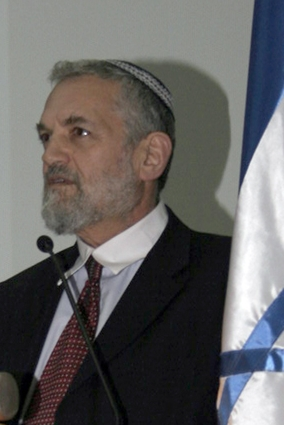
Binjamin Elon – były lider Unii Narodowej

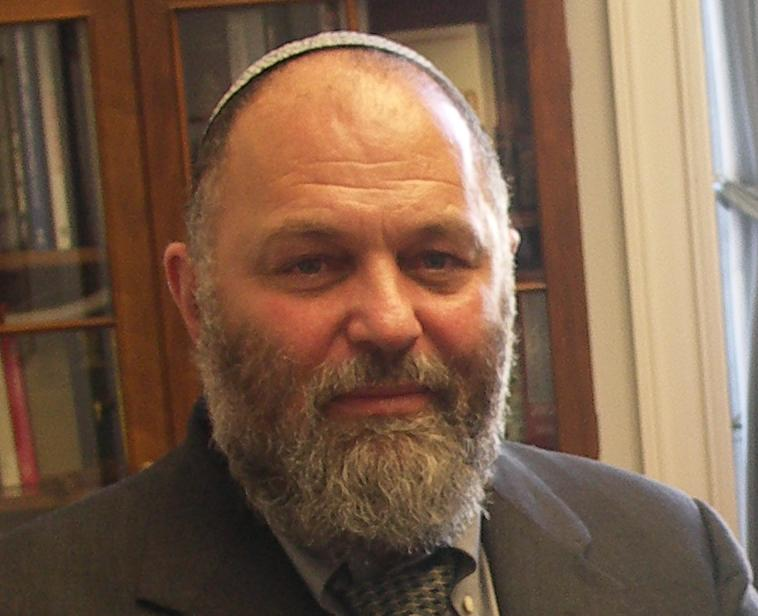
Efi Ejtam – jeden z deputowanych do Knesetu z ramienia Unii Narodowej

Begin i założyciele Unii wierzyli, że zdobędą głosy wszystkich niezadowolonych z polityki Netanjahu prawicowych wyborców oraz wszystkich orędowników ideologii Wielkiego Izraela. Mimo to, udało jej się zdobyć 4 miejsca w Knesecie. Za słaby wynik Unii uważa się skupienie się wyłącznie na jednym postulacie, a mianowicie terytorialnym maksymalizmie, który w rzeczywistości stworzonej po porozumieniach z Oslo wydawał się mało realny. Ami Pedahzur tłumaczy porażkę tym, że Unia Narodowa była koalicją trzech partii, które nie miały ze sobą zbyt wiele wspólnego. Moledet i Tekuma nie poparły Begina jako kandydata partii na urząd premiera. Swój wynik Unia zawdzięczała głównie dzięki osadniczej Tkumie.
W 2001 stan posiadania zwiększył się niemal dwukrotnie, ponieważ do sojuszu dołączyło ugrupowanie rosyjskojęzycznych imigrantów, Nasz Dom Izrael.
Po zwycięstwie Ariela Szarona w wyborach na premiera w 2001 roku partia weszła w skład koalicji rządowej (Rządu Jedności Narodowej), a jej lider Rechawam Ze’ewi został ministrem turystyki, a szef Jisra’el Betenu, Awigdor Lieberman – ministrem infrastruktury narodowej. Gdy Ze’ewi został zamordowany przez Palestyńczyków 17 października 2001 roku, Binjamin Elon (z Moledet) zastąpił go, podczas gdy Lieberman został szefem całego sojuszu.

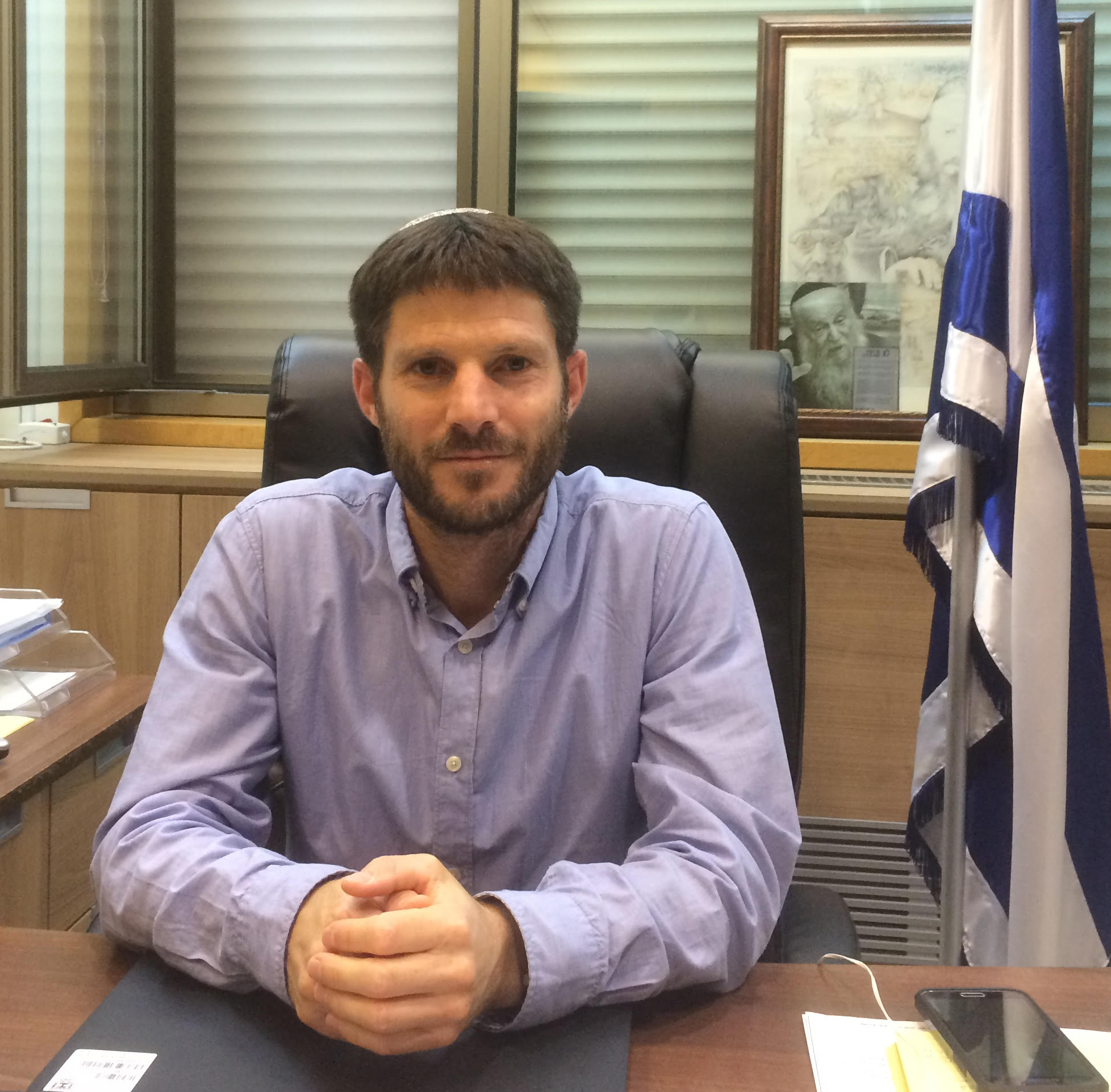
Becalel Smotricz – przewodniczący Unii Narodowej

Przed wyborami 2003 roku Herut – Ruch Narodowy postanowił wyjść z sojuszu. Jednak od 2003 roku Unia Narodowa tworzyć zaczęła wspólne listy wyborcze z Tekumą (Ha-Ichud Ha-Leumi-Tekuma). Po otrzymaniu 7 mandatów parlamentarnych Unia została włączona w skład drugiej koalicji rządowej Szarona, wraz z Likudem, Szinui, Narodową Partią Religijną oraz Jisra’el ba-Alijja. Elon i Lieberman objęli resorty odpowiednio: turystyki i transportu. Z powodu sprzeciwu wobec likwidacji osiedli żydowskich w Strefie Gazy (głównie dlatego, że członek Tekumy Cewi Hendel mieszkał w osiedlu Gusz Katif), ministrowie Unii Narodowej Elon i Lieberman zostali zdymisjonowani. Ten pierwszy usiłował uniknąć swego losu i zagłosować na forum zebrania rady ministrów przeciwko planowi Szarona, uciekając uprzednio przed doręczycielem z aktem odwołania. Ostatecznie partia opuściła koalicję.
Unia Narodowa została następnie zasilona przez Odnowioną Partię Religijnego Syjonizmu, która odłączyła się uprzednio od Narodowej Partii Religijnej (ugrupowanie to postanowiło pozostać w koalicji rządowej Szarona). Po rozpoczęciu realizacji planu Ariela Szarona, Unia przyjęła za swój kolor pomarańczowy, twierdząc, że reprezentuje on syjonistycznego ducha i połączenie tej ideologii z judaizmem.
W 2005 roku Jisra’el Betenu uznał, że  wystartuje samodzielnie w wyborach 2006 roku. Tuż przed wyborami do Unii przyłączyła się Narodowa Partia Religijna (Mafdal). Razem oba ugrupowania utworzyły wspólny sojusz (Ha-Ichud Ha-Leumi – Mafdal). Podmiot ten przyjął bardziej socjalny program. Udało mu się także uzyskać poparcie głównych rabinów ruchu religijnego syjonizmu (takich jak np. Awraham Josef Szapira), jak również zrzeszenia osób niepełnosprawnych (dzięki propozycjom legislacyjnym Mafdalu, korzystnym dla niepełnosprawnych). Sojusz ten w kampanii wyborczej używał sloganu „Nowa wschodząca prawica” (hebr.: ימין חדש עולה, Jamin Chadash Ole). Ostatecznie uzyskał 9 miejsc w Knesecie, z czego dla Unii Narodowej przypadło 6.
Na początku listopada 2008 r., po ogłoszeniu, iż nowe wybory parlamentarne odbędą się w lutym 2009 r., podjęto decyzję o połączeniu Narodowej Partii Religijnej oraz mniejszych partii, wchodzących w skład Unii Narodowej – Moledet i Tekuma. Te podmioty zakończą samodzielny byt, tworząc nowe ugrupowanie prawicowe. Nazwano je Żydowski Dom (hebr. Ha-Bajit Ha-Jehudi).
Kiedy Żydowski Dom ogłosił skład listy wyborczej, okazało się, że 5 spośród 6 najwyższych miejsc zostało obsadzonych przez byłych członków Narodowej Partii Religijnej. Wyjątkiem był Uri Ari’el z Tekumy (pozycja nr 3). Sondaże przedwyborcze wskazywały, że ugrupowanie otrzyma 5-7 miejsc w Knesecie, co powiększało atrakcyjność pierwszych sześciu miejsc na liście. Przeciwko obsadzeniu czołowych miejsc byłymi członkami Narodowej Partii Religijnej zaprotestowali politycy wywodzący się z Unii Narodowej. Były parlamentarzysta z ramienia Moledet, Binjamin Elon, oświadczył, że nie wystartuje w wyborach. Na liście zastąpił go amerykański imigrant Uri Bank. Pozostali byli członkowie Moledet opuścili partię i wspólnie z Hatikwa reaktywowali Unię Narodową. 25 grudnia 2008 r. Żydowski Dom opuścił także Ariel, który wstąpił do Unii. Nieco później do Unii dołączyło ugrupowanie Erec Jisrael Szelanu.
W wyniku wyborów na początku 2009 roku Unia Narodowa otrzymała 4 mandaty parlamentarne. Zgodnie z decyzją ówczesnego przewodniczącego – Ja’akowa Kaca – ugrupowanie postanowiło dołączyć się do rządu Netanjahu w celu wzmocnienia prawicowej koalicji i stworzenia większego bloku przeciwko żądaniom amerykańskiej administracji w sprawie wstrzymania osadnictwa.
W 2012 roku przewodniczącym partii został wybrany Uri Ari’el.
W latach 2013 i 2015 Unia Narodowa-Tekuma startowały na wspólnej liście z Żydowskim Domem.
Na krajowej konferencji Unii Narodowej w 2017 roku uczestnicy podkreślili chęć pozostania w sojuszu z Żydowskim Domem, ale na takich zasadach, które pozwolą utrzymać niezależność każdej partii. Wszystko to, ponieważ członkowie Unii obawiali się polityki Naftalego Bennetta dążącej do otwarcia się na środowiska inne niż narodowo-religijne.
W 2019 roku, jeszcze przed kwietniowymi wyborami parlamentarnymi, nowym przewodniczącym Unii Narodowej został Becalel Smotricz, który pokonał Uriego Arie'ela. Wszystko po tym, jak Żydowski Dom opuścił jego dotychczasowy przewodniczący Naftali Bennett. Ariel ogłosił, że w związku z wynikiem wyborów wewnątrz partii wycofa się już z życia politycznego. Nowy lider ogłosił potrzebę zjednoczenia religijnego syjonizmu i stanowczej obrony jedności Ziemi Izraela. Ogłosił gotowość na współpracę ze świeckimi obywatelami, którym zależy na silnym państwie. 14 lutego Smotricz osiągnął porozumienie z nowym liderem Żydowskiego Domu – Rafim Perecem. Po długich negocjacjach obie partie zgodziły się wystartować ze wspólnej listy w wyborach w kwietniu 2019 roku. Ostatecznie wspólna lista Unii, Żydowskiego Domu i Żydowskiej Siły zdobyła 5 mandatów, w tym 2 przypadły kandydatom Unii Narodowej.
30 maja 2019 roku minął czas dany Netanjahu na sformowanie nowego rządu. Ogłoszono rozwiązanie Knesetu i rozpisanie nowych wyborów parlamentarnych na 17 września 2019 roku. Politycy Żydowskiego Domu wyrazili wątpliwości, czy w kolejnych wyborach Żydowska Siła będzie brana pod uwagę na wspólnej liście. Natomiast pewny będzie wspólny start z Unią Narodową.
We wrześniowych wyborach Unia Narodowa-Tekuma startowała z Żydowskim Domem i Nową Prawicą na jednej liście o nazwie Jamina. W wyborach lista otrzymała 5,87% głosów, a Unia uzyskała dwa mandaty (Beclalel Smotricz i Ofir Sofer).
20 grudnia 2019 roku liderzy Żydowskiego Domu i Żydowskiej Siły ogłosili utworzenie wspólnej listy wyborczej do wyborów w marcu 2020 roku. Decyzja ta została skrytykowana przez Unię Narodową, która nie została uwzględniona w negocjacjach, które nie były uzgodnione. Pod wpływem silnej krytyki ze strony swojej partii i nacisków ze strony Nowej Prawicy i Unii Narodowej Rafi Perec postanowił zerwać umowę wyborczą z Żydowską Siłą i przystąpił do Jaminy, w skład której wchodziła Nowa Prawica i Unia Narodowa.
6 stycznia 2021 roku, w wyniku braku porozumienia pomiędzy Jaminą a Unią Narodową, lider tej drugiej, Becalel Smotricz, ogłosił, że Unia Narodowa wystartuje samodzielnie w wyborach pod nową nazwą Religijny Syjonizm. Smotricz ogłosił, że w ten sposób chce zjednoczyć społeczność narodowo-religijną i być jej reprezentantem w Knesecie.

## Program
Od początku Unia Narodowa skupiała wokół siebie wyborców, którzy powiązani byli ze świecką lub religijną prawicą. Partia reprezentowała tzw. terytorialny maksymalizm, który zakładał utrzymania izraelskiej suwerenności nad Strefą Gazy i Zachodnim Brzegiem. Sojusz skupiał się także na reprezentowaniu interesów osadników żydowskich. Jednym z głównych postulatów wysuwanych przez polityków tej partii był dobrowolny transfer ludności palestyńskiej z Zachodniego Brzegu do krajów arabskich. Partia dążyła także do wzmocnienia żydowskiej obecności w Galilei i na Negewie w celu powiększenia liczby izraelskich mieszkańców w tych obszarach. Program z 2009 roku opierał się między innymi na poniższych postulatach:
- Państwo Izrael jest państwem narodu żydowskiego i reprezentuje wartości żydowsko-demokratyczne,
- System oświaty państwowej powinien w większym stopniu reprezentować wartości tradycji żydowskiej, umacniać tożsamość narodową,
- Całkowity sprzeciw wobec powstania jakiegokolwiek podmiotu politycznego pomiędzy wybrzeżem Morza Śródziemnego a rzeką Jordan.
- Narzucenie żydowskiej suwerenności nad Wzgórzem Świątynnym,
- Wzmocnienie Knesetu jako ciała prawodawczego, które oparte byłoby na podwalinach syjonistycznych i żydowskich w celu przeciwdziałania siłom antyizraelskim,
- Odmowa przyznania obywatelstwa izraelskiego lub odebranie go osobom działającym przeciw Izraelowi lub nie uznającym jego istnienia,
- Nadanie Palestyńczykom zamieszkujących Izrael obywatelstwa Jordanii, w związku z tym Palestyńczycy głosowaliby w wyborach jordańskich, nie izraelskich (Plan Elona),
- rehabilitacja palestyńskich uchodźców przez przyjmujące państwa arabskie,
- Język hebrajski jedynym językiem urzędowym w kraju,
- Wzmocnienie i rozwój osadnictwa żydowskiego na Zachodnim Brzegu,
- Działanie na rzecz liberalizacji gospodarki krajowej.

W 2019 roku w gazecie Be-Szewa Unia Narodowa prezentowała się jako partia religijnego syjonizmu, oddana wartościom religijnym i narodowym, chcąca reprezentować interesy osadnicze w Galilei, na Negewie i w Judei i Samarii. Kampania ta była w dużym stopniu adresowana, ze względu na profil gazety, do środowisk osadniczych i narodowo-religijnych.

## Plan Elona
W 2004 roku Binjamin Elon przedstawił swój własny plan zakończenia konfliktu izraelsko-palestyńskiego. Został on nazwany planem Elona. Sam polityk miał go przedstawić królowi Jordanii. Został on uznany za kontrowersyjny oraz trudny do wykonania. Pomysł ten opierał się na kilku punktach:
- Mieszkańcy obozów dla palestyńskich uchodźców mieliby zostać zaabsorbowani przez otaczające państwa arabskie,
- Palestyńczycy zamieszkujący Judeę i Samarię mieliby otrzymać jordańskie obywatelstwo, a co za tym idzie, podlegaliby władzy Jordanii, a w Izraelu otrzymaliby status tymczasowych rezydentów,
- Autonomia Palestyńska miałaby zostać rozwiązana, cała broń podległa jej służbom policyjnym, Hamasowi i Fatahowi miałaby zostać skonfiskowana przez armię izraelską,
- Wszyscy terroryści zostaliby wydaleni z kraju,
- Izrael uzyskałby tym samym pełną suwerenność nad Zachodnim Brzegiem i Strefą Gazy.

## Wyniki wyborcze
| Wybory        | Liczba mandatów (na 120) | Miejsce | Liczba głosów | Procent głosów | Zmiana  |
| ------------- | ------------------------ | ------- | ------------- | -------------- | ------- |
| 1999          | 4                        | 11.     | 100 181       | 2,6%           | plus 4  |
| 2003          | 3 (7)                    | 5.**    | 173 973**     | 5,53%**        | minus 1 |
| 2006          | 6 (9)                    | 6.**    | 223 838**     | 6,9%**         | plus 3  |
| 2009          | 2 (4)                    | 8.**    | 112 570**     | 3,3%**         | minus 4 |
| 2013          | 4 (12)                   | 4.**    | 345 985**     | 9,1%**         | plus 2  |
| 2015          | 2 (8)                    | 6.**    | 283 910**     | 6,7%**         | minus 2 |
| kwiecień 2019 | 2 (5)                    | 7.**    | 159 468**     | 3,7%**         | –       |
| wrzesień 2019 | 2 (7)                    | 7.**    | 260 655**     | 5,87**         | –       |
| 2020          | 2 (6)                    | 8.**    | 240 590**     | 5,24%**        | –       |
| 2021          | 4 (6)                    | 9.**    | 225 641**     | 5,12%**        | –       |
| 2022          | 7 (14)                   | 3.**    | 516 146**     | 10,83%**       | –       |

** Dane dla całej listy.
Źródło danych: Oficjalna strona Knesetu.